# Phymosoma circinatum
Espèce
Phymosoma circinatum est une espèce éteinte d'oursins datant du Crétacé supérieur.

## Caractéristiques
Leur test (coquille) arbore une forme caractéristique de roue, aplati dorsalement. Le disque apical et le périprocte sont larges. Les tubercules primaires sont crénulés, et les tubercules ambulacraires et interambulacraires sont de taille similaire à l'ambitus.
Ces oursins vivaient au Crétacé supérieur, en Europe (qui était alors un grand bassin corallien comparable à ce que sont aujourd'hui les Bahamas).